# Cerkiew św. Mikołaja w Buczynie
Cerkiew św. Mikołaja – prawosławna cerkiew parafialna w Buczynie, w eparchii wołyńskiej Ukraińskiego Kościoła Prawosławnego Patriarchatu Moskiewskiego.
Cerkiew znajduje się we wsi Buczyn, położonej na pograniczu Polesia i Wołynia na Ukrainie.

## Historia
Cerkiew powstała przed 1915, zaś podczas I wojny światowej została zniszczona. Odbudowano ją w latach 20. XX wieku. W okresie międzywojennym była czynna, działała przy niej parafia podlegająca diecezji wołyńskiej Polskiego Autokefalicznego Kościoła Prawosławnego. W 1961 władze radzieckie zlikwidowały placówkę duszpasterską, a świątynię nakazały zaadaptować na magazyn miejscowego kołchozu. Obiekt przywrócono do użytku liturgicznego po 1991.

## Architektura

### Wygląd zewnętrzny
Budowla drewniana w stylu bizantyjsko-rosyjskim, na planie prostokąta, malowana na niebiesko (z narożnymi belkami w kolorze żółtym). Od frontu wieża-dzwonnica. Cerkiew ma kilkanaście okien z charakterystycznymi zdobieniami.      

### Wnętrze

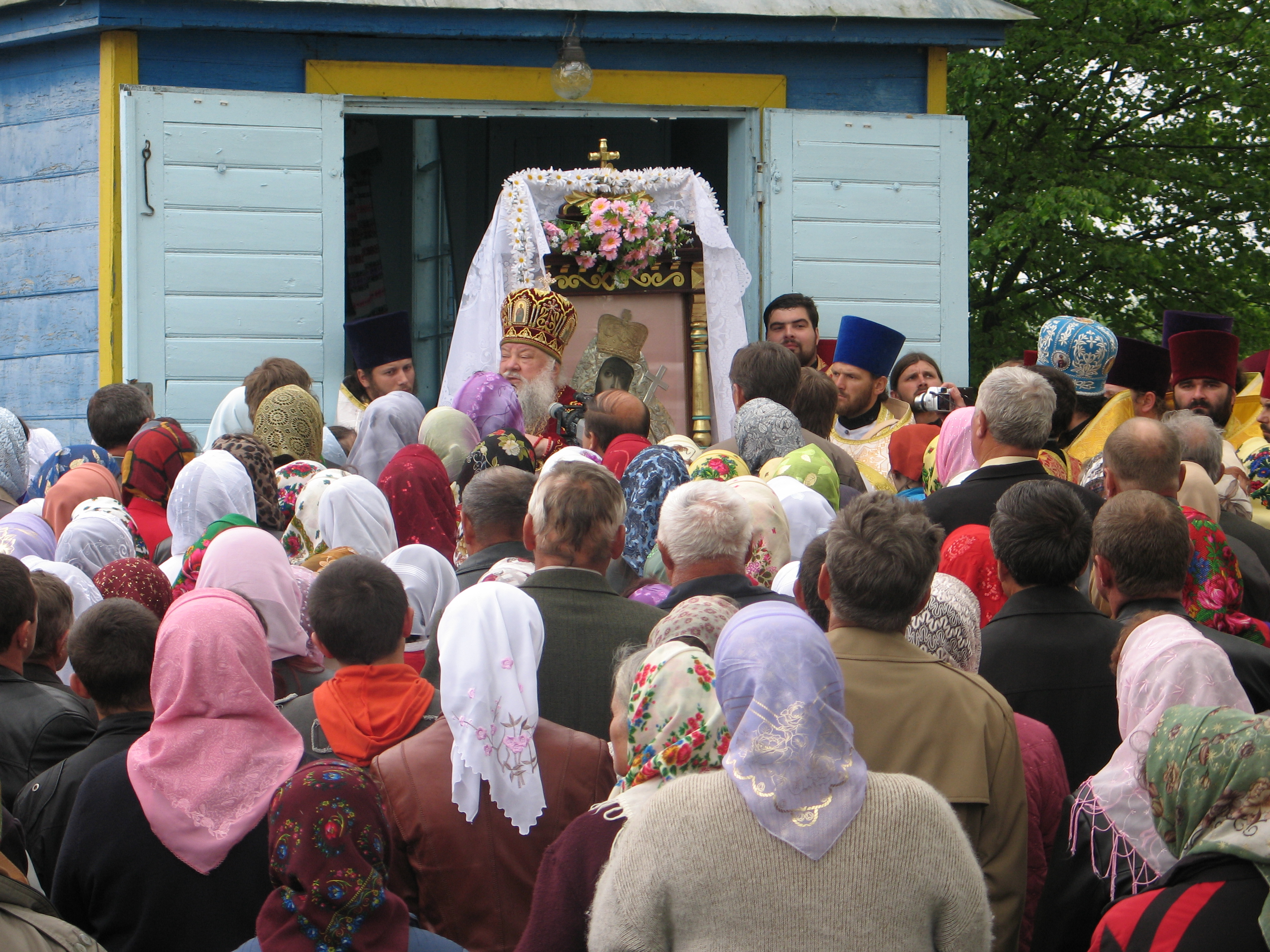
Nabożeństwo ku czci Buczyńskiej Ikony Matki Bożej odprawiane przez metropolitę łuckiego i wołyńskiego Nifonta

We wnętrzu mieści się ikonostas, w cerkwi jest niezbyt dużo polichromii. W świątyni znajduje się Buczyńska Ikona Matki Bożej, uznawana za cudotwórczą. Według tradycji cerkiewnej ikona pojawiła się w niewyjaśniony sposób we wsi. Historycy sztuki uważają jednak, że jest to XVI–XVII-wieczny obraz maryjny powstały pierwotnie dla kościoła katolickiego lub cerkwi unickiej.